# Bergische Landhühner

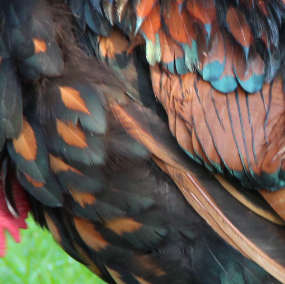
Die Dobbelung, links im Brustgefieder deutlich erkennbar

Die Grafschaft Berg um 1350

Bergische Landhühner sind Haushühner, deren Rassen aus dem Bergischen Land stammen und mit der Region eng verbunden sind. Aufgrund ihrer Seltenheit wurden die Landrassen zusammen mit der Bayerischen Landgans von der Gesellschaft zur Erhaltung alter und gefährdeter Haustierrassen (GEH) zur „Gefährdeten Nutztierrasse des Jahres 2001“ erklärt.
Eine Gemeinsamkeit der Rassen ist das Vorkommen der Dobbelung, eine sehr breite Schwarzsäumung der Federn. Diese Zeichnung kommt lediglich bei bergischen Hühnerrassen vor.

## Bergische Hühnerrassen
Zu den Bergischen Hühnerrassen gehören:
| Bergischer Kräher  | Bergischer Kräher: die älteste deutsche Hühnerrasse (erstmalige Ausstellung 1854), die aufgrund ihres außergewöhnlich langen Krährufes zu den Langkrähern gerechnet wird. Seine Zwergform, der Bergische Zwergkräher, wird seit 1925 gezüchtet. |
| Schlotterkammhenne | Bergischer Schlotterkamm: eine Landhuhnrasse, die in der Vergangenheit wegen ihrer guten Legeleistung bekannt war. Seine Verzwergung ist der Bergische Zwergschlotterkamm. |
| Zwergkrüperhahn    | Krüper: eine Landhuhnrasse, für die sehr kurze Läufe kennzeichnend sind. Obwohl mehrere Farbschläge in Westfalen und Sachsen entstanden sind, wird der Ursprung der Rasse im bergischen Land vermutet. Die Zwergform des Krüpers, der Zwergkrüper, war bereits ausgestorben, entstand jedoch durch Rückzüchtung am Ende des 20. Jahrhunderts erneut. |

## Differenzierung der Rassen und ihrer Varietäten
Die Rassen der bergischen Landhühner sind beispielhaft für die subjektive, künstliche Differenzierung von Geflügelrassen.
So stammen die schwarzen Bergischen Schlotterkämme und die schwarzen Krüper von einem Ausgangsbestand ab. Die bei Untersuchungen des Erbgutes der beiden Rassen festgestellte genetische Differenz der beiden Rassen ist sehr gering und zudem auf unterschiedliche Einkreuzungen der modernen Zucht zurückzuführen, da in den Krüper Rheinländer und Minorka, in den Schlotterkamm aber Kastillianer eingekreuzt wurden. Äußerlich unterscheiden sich Krüper und Schlotterkämme hauptsächlich durch die unterschiedliche Beinlänge, die auf nur eine Erbanlage zurückzuführen ist.
Ein ähnlich kurioses Beispiel der künstlichen Systematisierung findet sich mit dem Holthäuser Huhn bei Krähern und Schlotterkämmen. In alten Quellen, französischen Werken des 19. Jahrhunderts, werden die Bergischen Kräher (französisch Chanteur d’Elberfeld) in drei Färbungen Gold, Silber und Schwarz beschrieben. Mit dem ersten Standard für Bergische Kräher, der 1885 gültig wurde, wurden aber nur die goldenen Kräher (oder die Schwarz-goldbraungedobbelten) zugelassen, was zum Verschwinden der schwarzen Kräher führte. Die Silbernen (oder Schwarz-weißgedobbelten) beschrieb Dürigen 1886 in der Erstauflage seiner Geflügelzucht als „Holthäuser Hühner“, die sich von den Krähern praktisch nur in der silbernen statt der goldenen Zeichnungsfarbe unterschieden. Ihr eigenständiger Rassestatus erlosch später und sie wurden zusammen mit schwarzen Schlotterkämmen und gesperberten Leiendeckern zur künstlichen Rasse „Bergische Schlotterkämme“ zusammengefasst. Bereits in der 2. Auflage 1906 findet man die weißbunten Westfälischen „Holthäuser“ und die gesperberten Elberfeldischen „Leiendecker“ nur noch in einer Randbemerkung der Beschreibung der Bergischen Schlotterkämme. 1929 starben die silbernen Kräher oder Holthäuser Hühner (nahezu) aus. In den 1950er Jahren begann man dann mit der Rück- oder Abbildzüchtung „schwarz-weißgedobbelter Schlotterkämme“. Die Kreuzung Bergischer Kräher mit Thüringer Barthühnern näherte sich der ausgestorbenen Variante genetisch zwar an, war aber genauso wenig ein Schlotterkamm, wie das Holthäuser Huhn. Aus den goldenen Krähern fallen bis heute gelegentlich weißlich gezeichnete cremefarbene Tiere, mit denen diese Variante ohne Einkreuzungen, wie in den 1950er Jahren, wieder etabliert werden könnte.

## Nachweise und weiterführende Informationen

### Nachweise
1. ↑  
Armin Six: Bergische Hühnerrassen, Verlagshaus Reutlingen Oertel + Spörer, 2003, ISBN 978-3-88627-515-1.
2. ↑  
Bruno Dürigen: Arten und Rassen. In: Die Geflügelzucht. Hand- und Lehrbuch der Rassenkunde, Zucht, Pflege und Haltung von Haus-, Hof- und Parkgeflügel. Band 1. Paul Parey, Berlin 1923, Die Bergischen Hühner, S. 79–93 (Digitalisat der HathiTrust Digital Library [abgerufen am 8. Januar 2016]).
3. ↑  Gefährdete Nutztierrasse des Jahres 2001 (Memento vom 24. September 2015 im Internet Archive) der Gesellschaft zur Erhaltung alter und gefährdeter Haustierrassen e. V. (GEH)
4. 1 2 3 4  
Armin Six: Natürliches oder künstliches System. Was sind eigentlich Geflügelrassen? In: Geflügelzeitung. Nr. 13/2008. HK-Verlag, Berlin 2008, S. 14–16.
5. ↑  
Bruno Dürigen: Das Holthäuser Huhn. In: Die Geflügelzucht nach ihrem jetzigen rationellen Standpunkt. 1. Auflage. Paul Parey, Berlin 1886, S. 78 (Digitalisat im Internet Archive [abgerufen am 8. Januar 2016]).
6. ↑  
Bruno Dürigen: Die Geflügelzucht nach ihrem jetzigen rationellen Standpunkt. 2. Auflage. Paul Parey, Berlin 1906, S. 74 (Digitalisat der HathiTrust Digital Library [abgerufen am 8. Januar 2016]).